# Ребекка Твіґґ
Ребекка Твіґґ (англ. Rebecca Twigg, 26 березня 1963) — американська велогонщиця.
Срібна призерка Олімпійських Ігор 1984 (групова шосейна гонка), 1984 (групова шосейна гонка) років, бронзова призерка 1992 року в індивідуальній гонці переслідування, учасниця 1996 року.
Переможниця Панамериканських ігор 1987 (індивідуальна гонка переслідування), 1987 (групова шосейна гонка) років.
Чемпіонка світу з трекових велоперегонів 1982 (індивідуальна гонка переслідування), 1984 (індивідуальна гонка переслідування), 1985 (індивідуальна гонка переслідування), 1987 (індивідуальна гонка переслідування), 1993 (індивідуальна гонка переслідування), 1995 (індивідуальна гонка переслідування) років, срібна призерка 1986 року в індивідуальній гонці переслідування.
Срібна призерка Чемпіонату світу з велоперегонів на шосе 1983 року в груповій шосейні гонці.